# SN 1996N
SN 1996N – supernowa typu Ib odkryta 12 marca 1996 roku w galaktyce NGC 1398. W momencie odkrycia miała maksymalną jasność 16,00m.